# Brongniartia abbottiae
Brongniartia abbottiae är en ärtväxtart som beskrevs av Ivan Murray Johnston. Brongniartia abbottiae ingår i släktet Brongniartia och familjen ärtväxter. Inga underarter finns listade i Catalogue of Life.